# Nordvestre Kyrkjeoksli
De Nordvestre Kyrkjeoksli is een berg behorende bij de gemeente Lom in de provincie Oppland in Noorwegen. De berg, gelegen in Nationaal park Jotunheimen, heeft een hoogte van 1843 meter.
De Nordvestre Kyrkjeoksli is onderdeel van het gebergte Jotunheimen.